# Odkritje Brazilije
Prvi prihod evropskih raziskovalcev na ozemlje današnje Brazilije se pogosto razume kot opazovanje dežele, kasneje imenovane otok Vera Cruz, blizu Monte Pascoala, s strani flote, ki ji je poveljeval portugalski pomorščak Pedro Álvares Cabral, 22. aprila 1500. Cabralovo potovanje je del tako imenovanih portugalskih odkritij.
Čeprav se izraz odkritje Brazilije uporablja skoraj izključno v zvezi s potovanjem Pedra Álvaresa Cabrala, se lahko nanaša tudi na prihod odprave, ki jo je vodil španski pomorščak in raziskovalec Vicente Yáñez Pinzón. Rt Santo Agostinho, rt v sedanji zvezni državi Pernambuco, je dosegel 26. januarja 1500. To je najstarejše potrjeno evropsko izkrcanje na brazilskem ozemlju.
Uporaba izraza odkritje za ta zgodovinski dogodek upošteva stališča ljudstev iz Evrope. Zapisali so jo v obliki pisane zgodovine, zapis pa izraža evropocentrično pojmovanje zgodovine.

## Odkritje Vicente Yáñez Pinzóna
Mnogi učenjaki trdijo, da je bil pravi odkritelj Brazilije španski pomorščak Vicente Yáñez Pinzón, ki je 26. januarja 1500 pristal pri rtu Santo Agostinho na južni obali današnjega Pernambuca. To velja za najzgodnejše dokumentirano evropsko potovanje na današnje ozemlje Brazilije.
Flota, sestavljena iz štirih karavel, je 19. novembra 1499 izplula iz Palos de la Frontera. Po prečkanju ekvatorja je Pinzón naletel na hudo nevihto. 26. januarja 1500 je opazil rt in zasidral svoje ladje v zaščitenem pristanišču, ki je bilo zlahka dostopno majhnim čolnom, z globino 5 m, kot je pokazalo sondiranje. Omenjeno pristanišče je bil zaliv Suape, ki je ob južnem pobočju rta, ki ga je španska odprava poimenovala Rt Santa María de la Consolación. Španija ni zahtevala odkritja, čeprav ga je natančno zabeležil Pinzón in dokumentiral pomembni kronisti tistega časa, kot sta Peter Martyr d'Anghiera in Bartolomé de las Casas. Španija in Portugalska sta podpisali pogodba iz Tordesillasa o razdelitvi svojih območij vpliva v Novem svetu, to območje pa naj bi nadzorovala Portugalska.
Ponoči po pristanku so Španci opazili velike ognje, ki so goreli v daljavi, vzdolž severozahodne obale. Naslednje jutro so pluli v tej smeri do reke, ki jo je Pinzón poimenoval Rio Formoso. Na plaži ob rečnih bregovih se je njihova posadka nasilno srečala z lokalnimi staroselci (zdaj je znano, da so pripadali plemenu Potiguara), dogodek, ki ga je zapisal španski kronist.
Na severu je Pinzón obkrožil rt São Roque in februarja dosegel reko Amazonko, ki jo je poimenoval Santa María de la Mar Dulce. Od tam je nadaljeval do Gvajane in nato do Karibskega morja in čez Atlantik. Španijo je dosegel 30. septembra 1500.
Pinzónov bratranec, Diego de Lepe, se je podal na vzporedno potovanje in odplul iz Palosa leta 1499, dvajset dni za Pinzónovo floto. Lepe je prispel do rta Santo Agostinho februarja 1500, vendar je plul nekaj milj proti jugu, pri čemer je opazil, da se obala izrazito nagiba proti jugozahodu. Od tam je sledil isti poti proti severu in Karibom kot Pinzón.
Zemljevid Juana de la Cose, zemljevid, izdelan leta 1500 na zahtevo prvih španskih kraljev – znanih kot katoliška monarha – prikazuje južnoameriško obalo, okrašeno s španskimi zastavami z Cape de la Vela (v današnji Kolumbiji) do skrajne vzhodne točke celine. Spremno besedilo se glasi: »Este cavo se descubrio en año de mily IIII X C IX por Castilla syendo descubridor vicentians« (lit. 'Ta rt je leta 1499 odkrila Kastilija, odkritelj pa je bil Vicente Yáñez'). To se najverjetneje nanaša na Pinzónov prihod na rt Santo Agostinho konec januarja 1500.
Zemljevid kaže, da je vzhodneje in ločeno od celine otok, ki je označen kot odkrit s strani Portugalske in obarvan modro. De la Cosa je verjetno nameraval prikazati deželo, ki jo je leta 1500 odkril Pedro Álvares Cabral in jo poimenoval "Terra de Vera Cruz" ali "de Santa Cruz". Portugalci so verjeli, da gre za otok (otok Vera Cruz), ki leži v Atlantiku in ločuje Evropo od Indije.
Zemljevid kaže, da je vzhodneje in ločeno od celine otok, ki je označen kot odkrit s strani Portugalske in obarvan modro. De la Cosa je verjetno nameraval prikazati deželo, ki jo je leta 1500 odkril Pedro Álvares Cabral in jo poimenoval »Terra de Vera Cruz« ali »de Santa Cruz«. Portugalci so verjeli, da gre za otok (otok Vera Cruz), ki leži v Atlantiku in ločuje Evropo od Indije.
30. oktobra 1500 se je portugalski kralj Manuel I. poročil z Marijo Aragonsko in Kastiljsko, hčerko katoliških monarhov in sestro njegove prve žene Izabele (ki je umrla med težkim porodom). Ta zveza je sprožila globoko dinastično povezavo med katoliškima narodoma Portugalske in Španije.
Naslednje leto je iz Lizbone odpotovala prva portugalska odprava za raziskovanje brazilske obale, zaupana Amerigu Vespucciju, poveljeval pa ji je Gonçalo Coelho. 17. avgusta 1501 je flota opazila rt São Roque v današnjem Rio Grande do Norte, ki ga je že odkril Pinzón (izračuni zemljepisne širine so bili takrat razmeroma natančni, čeprav je bila zemljepisna dolžina precej napačna). Portugalci so pluli proti jugu in prepluli celotno vzhodno obalo Brazilije. V bližini Santa Cruz Cabrália so naleteli na dva izgnanca iz Cabralove flote, ki so ju rešili. Takrat so ugotovili, da Cabral ni odkril otoka, ampak del obale nove celine. Flota je odplula do rta Santa Maria v današnjem Urugvaju.
Kasneje je španska krona poslala navigatorja Juana Díaza de Solísa na ekspedicijo, da bi raziskala ozemlja, dodeljena Španiji v skladu s Tordesilljsko pogodbo – katere namišljena črta je potekala vzdolž obale današnje države São Paulo, blizu Cananéie. Aragonski kralj Ferdinand II. je 5. septembra 1501 odlikoval Vicenteja Yáñeza Pinzona za njegovo odkritje Brazilije.

## Flota Pedra Álvaresa Cabrala
Da bi zapečatil uspeh potovanja Vasca da Game pri odkrivanju pomorske poti v Indijo – ki je omogočala obhod Sredozemlja, takrat pod nadzorom Mavrov in italijanskih narodov – je kralj Manuel I. pohitel z opremo nove flote za Indijo. Ker se je majhna flota Vasca da Game borila za uveljavitev in trgovino, bi bila to največja flota, ki jo je Zahod sestavil do takrat. Vključevalo je trinajst plovil in več kot tisoč ljudi. Razen imen dveh ladij in karavele imena drugih ladij pod Cabralovim poveljstvom niso znana. Ocenjuje se, da je flota nosila zaloge za približno osemnajst mesecev.
To je bila največja eskadrilja, ki je bila kdaj poslana na plovbo po Atlantiku: deset ladij, tri karavele in oskrbovalna ladja. Čeprav ime paradne ladje ni znano, se je ladja podpoveljnika flote, ladja Sancha de Tovarja, imenovala El-Rei. Druga ladja je bila Anunciada, ki ji je poveljeval Nuno Leitão da Cunha. Ta ladja je pripadala Álvaru de Bragançi, sinu vojvode Braganze, in je bila opremljena s sredstvi Bartolomea Marchionnija in Girolama Sernigija, florentinskih bankirjev s prebivališčem v Lizboni, ki sta vlagala v trgovino z začimbami. Pisma bankirjev, ki so si jih izmenjali z italijanskimi partnerji in delničarji, so ohranila ime ladje. Karavela, ki ji je poveljeval Pero de Ataíde, je bila São Pedro. Ime druge karavele, ki ji je poveljeval Bartolomeu Dias, je izgubljeno. Floto je dopolnila oskrbovalna ladja, ki ji je poveljeval Gaspar de Lemos. Njena odgovornost je bila vrniti se na Portugalsko z novico o odkritju Brazilije.
Na podlagi nepopolnega dokumenta, najdenega v Torre do Tombo v Lizboni, je Francisco Adolfo de Varnhagen identificiral pet od desetih ladij, ki so sestavljale Cabralovo floto. To so bili Santa Cruz, Vitória, Flor de la Mar, Espírito Santo in Espera. Ker vira, ki ga navaja Varnhagen, niso nikoli več našli, večina zgodovinarjev raje ne sprejme imen, ki jih je navedel. Flota ostaja večinoma anonimna.
Nekateri zgodovinarji iz 19. stoletja so izjavili, da je bila Cabralova paradna ladja legendarna São Gabriel, ista ladja, ki ji je poveljeval Vasco da Gama tri leta prej, ko je odkril morsko pot v Indijo. Vendar ni bila najdena nobena dokumentacija, ki bi podpirala to teorijo.
Malo pred odhodom flote je kralj odredil mašo v samostanu Belém, ki jo je vodil ceutski škof Diogo de Ortiz. Osebno je blagoslovil zastavo z grbom kraljestva in jo izročil Cabralu ter se tako poslovil od plemiča in preostalih kapitanov.
Vasco da Gama naj bi dal priporočila za bližajoče se dolgo potovanje: poudarjal je koordinacijo med ladjami, da bi preprečili, da bi druga drugo izgubile izpred oči. Generalnemu kapitanu je priporočil, naj dvakrat sproži topove in počaka na enak odziv vseh drugih ladij, preden spremeni smer ali hitrost (metoda štetja, ki se še vedno uporablja na kopenskih bojiščih), med drugimi podobnimi komunikacijskimi kodami.

### Prihod v Vera Cruz
24. aprila je Cabral v spremstvu Sancha de Tovarja, Simãa de Mirande, Nicolaua Coelha, Airesa Correie in Pera Vaza de Caminhe na svojo ladjo sprejel skupino domorodcev. Opisali so, da so prepoznali zlato in srebro, prikazano na posodi – predvsem zlato nit in srebrn svečnik. Portugalci so sklepali, da poznajo zlato, ker so ga imeli veliko v svoji deželi. Toda v pismu je Caminha zapisal, da ne more ugotoviti, ali so domorodci govorili, da je tam zlato, ali pa je bila želja mornarjev po njem tako velika, da so si predstavljali pozitiven odziv domorodcev. Kasneje je bilo dokazano, da si je posadka zamislila pozitivno interpretacijo; domorodci niso zahtevali zlata.
Caminha je v pismu zapisal tudi kasnejše nasilno srečanje med Portugalci in staroselci na plaži. Kulturni šok za vsako stran je bil očiten. Staroselci niso prepoznali živali, ki so jih prinesli mornarji, razen papige, ki jo je imel kapitan s seboj. Mornarji so domorodcem ponudili hrano in vino, ki ju ti niso prepoznali in so ju zavrnili. Zanimali so jih neznani predmeti – kot so rožni venec. Portugalci so bili presenečeni, da so domorodci prepoznali plemenite kovine. Cabral se je oblekel v vsa oblačila in okraske, ki se spodobijo za kapitana, da bi naredil vtis na domorodce, pa so šli mimo njega, ne da bi ga razlikovali od drugih članov posadke.
Staroselci so bili radovedni glede prišlekov in so se v nedeljo, 26. aprila 1500, udeležili prve maše, ki jo je obhajal pater Henrique de Coimbra. Portugalcem je bilo všeč, da so mislili, da so domačine seznanili s svojo vero. Kmalu po maši je Cabralova flota odplula proti Indiji, svojemu končnemu cilju. Eno od ladij je poslala nazaj na Portugalsko s Caminhinim pismom.
Kasneje, ko so prispele portugalske flote z misijonarji in kolonisti, je postalo očitno, da potrebujejo druge metode za resno evangeliziranje staroselcev. Avtohtono ljudstvo je preprosto zanimalo obredne kretnje in besede maše, brez pravega zanimanja za katoliško vero. Imeli so svojo vero.
- Ogled zemlje in prva maša v Braziliji
- Cabral 22. aprila 1500 prvič opazi brazilsko kopno, slika Aurélia de Figueireda, 1900
- Dvig križa v Porto Seguru, slika Pedra Peresa, 1879
- Prva maša v Braziliji, slika Victorja Meirellesa, 1860

### Domorodna ljudstva
Glavni članek: Avtohtona ljudstva v Braziliji
Ljudstva, ki so v času Cabralovega prihoda naseljevala Brazilijo, tehnološko uvrščamo v kameno dobo, ki je prešla iz paleolitika v neolitik. Ukvarjali so se z začetno obliko poljedelstva (vzgojili koruzo in manioko) in udomačili živali. (Gonili so divjega prašiča in kapibaro.) Toda razvili so obsežno znanje o proizvodnji fermentiranih alkoholnih pijač (več kot 80 vrst), pri čemer so kot surovine med drugim uporabljali korenine, gomolje, lubje in sadje.
Ko so Portugalci prispeli v Brazilijo, sta obalo Bahie zasedala dva avtohtona naroda, ki sta vsak govorila jezik Tupi: Tupinambá, ki je zasedla odsek med Camamujem in ustjem reke São Francisco; in Tupiniquin, ki so imeli ozemlje od Camamuja do meje s sedanjo brazilsko državo Espírito Santo. Dlje v notranjosti, ki je zasedla pas, vzporeden s tistim, ki so si ga prilastili Tupiniquini, so bili Aimoré.
Na začetku kolonizacije Brazilije so Tupiniquini podpirali Portugalce. Njihovi tekmeci, Tupinambá, so podpirali Francoze. V 16. in 17. stoletju so Francozi izvedli različne ofenzive proti portugalski Ameriki. Prisotnost Evropejcev in ustvarjanje novih zavezništev je podžigalo sovražne napetosti med obema plemenoma. Hans Staden, nemški popotnik, je dokumentiral, kaj je o tem opazil med obdobjem ujetništva med Tupinambámi. Obe plemeni sta izvajali ritualni kanibalizem proti svojim tekmecem, kot način za čast in pridobitev moči svojih sovražnikov. Evropejci so bili ogorčeni in zgroženi nad prakso, ki je preganjala domorodce zaradi njihove kulture.

## Datum odkritja v luzo-brazilskem zgodovinopisju
V zgodovinopisnem smislu se je datum odkritja Brazilije skozi stoletja spreminjal:
- Do 1817 – 3. maj (po Gasparju Correii)
- 1817 – 22. april (po pismu Pera Vaza de Caminha, ki ga je objavil pater Manuel Aires de Casal, ki ga je našel med dokumenti, ki jih je leta 1808 v Brazilijo prinesla kraljeva družina)
- 1823 – José Bonifácio je predlagal, da bi datum odprtja ustavodajne skupščine (3. maj) sovpadal z datumom odkritja (menda ni vedel za Caminhino pismo, objavljeno leta 1817).
- Od druge polovice 19. stoletja do leta 1889 so izobraženi brazilski državljani vedeli, da je datum odkritja 22. april, čeprav to ni bil del praznikov cesarstva.
- 1890 – republiški odlok je določil 3. maj kot praznik v spomin na odkritje. Vendar je takratni tisk kot pravi datum štel že 22. april.
- 1930 – Getúlio Vargas je z dekretom ukinil praznik 3. maj. Od takrat je za datum potrjen 22. april.

## Teorije o odkritju Brazilije
O odkritju Brazilije obstaja več predpostavk in hipotez. Najbolj znana se vrti okoli možne skrivne ekspedicije portugalskega pomorščaka Duarteja Pacheca Pereire leta 1498, katere cilj je bil identificirati ozemlja, ki pripadajo Portugalski ali Kastiliji v skladu s Tordesilljsko pogodbo iz leta 1494. Pereira je sodeloval pri pogajanjih o pogodbi. Hipotetično potovanje temelji izključno na poročilu raziskovalca v Esmeraldo de Situ Orbis (1505), knjigi, ki jo je napisal. Vendar je besedilo dvoumno: Pacheco Pereira izrecno navaja, da je portugalski kralj »ukazal odkritje zahodnega dela«, kar kaže, da ni govoril o svojih raziskovanjih, temveč o vsem, kar so že raziskali različni pomorščaki in je bilo znano do leta 1505. To pogled je podprt z navedenimi zemljepisnimi širinami in dolžinami, ki segajo od Grenlandije do sedanje južne regije Brazilije. Poleg tega možnost politike tajnosti s strani portugalskih monarhov, ki jo je v prvi polovici 20. stoletja predlagal zgodovinar Damião Peres, ni vzdržna, saj je bila ob odsotnosti pogodbe običajna praksa zahtevati suverenost nad zemljo z objavo svojega odkritja.
Obstaja tudi sum, da je bilo portugalsko odkritje Brazilije leta 1500 morda namerno na podlagi predhodnega poznavanja ozemlja. Kot predlaga Pacheco Pereira v Esmeraldo de Situ Orbis, je portugalskim pomorščakom leta 1498 kralj Manuel I. naročil, naj raziščejo Atlantik in iščejo dežele. Preden se je Pedro Álvares Cabral odpravil v Indijo na ekspedicijo leta 1500, bi moral skreniti proti zahodu, kot bi bilo nujno, da bi preveril obstoj ozemelj, kot je želel kralj. Ko je Cabral opazil Brazilijo, je verjel, da je odkril otok, s čimer je razveljavil teorijo, da je poznal celinska ozemlja v teh regijah. Predstavitev takrat imenovanega otoka Vera Cruz na zemljevidu Juana de la Cose, izdelanem istega leta, ovrže drugo teorijo, da so bila portugalska odkritja skrivnost, ki je niso delili s Španci. Kljub odkritju je Cabralovo potovanje v Indijo veljalo za neuspešno. Cabral je za svoja dejanja prejel letno pokojnino v višini 30 tisoč realov, veliko manj kot 400 tisoč realov, ki jih je prejel Vasco da Gama leta 1498, in nanj je kralj pozabil, tako da je okoli leta 1520 umrl v temi. Njegovo grobnico so tristo let ignorirali, dokler ni bila lociran leta 1839 s strani zgodovinarja Francisca Adolfa de Varnhagena.
Obstajajo tudi teorije, ki izpodbijajo lokacije, ki sta jih opazila Vicente Yáñez Pinzón in Pedro Álvares Cabral. Prvi brazilski zgodovinar, ki je podvomil o izkrcanju španskega pomorščaka na rtu Santo Agostinho, je bil sredi 19. stoletja vikont Porto Seguro Francisco Varnhagen. Čeprav je Varnhagen priznal, da je bil Pinzón v Braziliji pred Cabralom, je verjel, da je rt Santa María de la Consolación vrh Mucuripeja v mestu Fortaleza. Tezo je sprejel admiral Max Justo Guedes, oporekali pa so ji številni zgodovinarji. Za Portugalce, kot je Duarte Leite, bi se Španci izkrcali severno od Cape Orange, v današnji Francoski Gvajani. V zvezi z lokacijo, ki jo je opazil Pedro Álvares Cabral, obstaja teza, ki zagovarja Pico do Cabugi v Rio Grande do Norte kot goro, ki jo je opisal Pero Vaz Caminha, in Praia do Marco kot točko prihoda Cabralove flote. Vendar pa glede na planisfero Cantino (1502), narejeno leto po raziskovalni ekspediciji, ki je rešila dva obsojenca, ki ju je Cabral pustil v Braziliji, je kraj pristanka portugalskega pomorščaka južno od Zaliva vseh svetih.